# Ziua Patrioților
Ziua patrioților (titlu original: Patriots Day) este un film american dramatic-thriller din 2016 regizat de Peter Berg. Rolurile principale au fost interpretate de actorii Mark Wahlberg, J. K. Simmons, John Goodman, Kevin Bacon și Michelle Monaghan. Filmul prezintă evenimentele din timpul Atentatului de la maratonul din Boston din 15 aprilie 2013 și vânătoarea ulterioară a teroriștilor. Scenariul este bazat pe cartea Boston Strong de Casey Sherman și Dave Wedge.
Filmarea principală a început la 29 martie 2016, în New York City și, de asemenea, alte filmări au avut loc în Boston, Los Angeles, New Orleans și Philadelphia. Filmul a avut premiera la 17 noiembrie 2016, la AFI Fest. Distribuit de CBS Films prin Lionsgate, a fost lansat în Boston, New York și Los Angeles la 21 decembrie 2016, apoi la nivel național la 13 ianuarie 2017. A avut recenzii pozitive, fiind lăudate regia lui Berg și interpretarea distribuției și a încasat de 52 de milioane de dolari americani la un buget de 45 de milioane de dolari americani. Filmul a fost ales de National Board of Review ca unul dintre cele mai bune zece filme din 2016.

## Prezentare
La 14 aprilie 2013, sergentul BPD, Tommy Saunders, prinde un suspect dar nu reușește să-l convingă pe comisarul Ed Davis să-l scape de pedeapsa a doua zi, aceea de a lucra în uniformă la Maratonul din Boston. În timpul maratonului, frații Tamerlan și Djohar Țarnaev detonează două bombe, provocând o uriașă panică în Boston și în întreaga lume.
Un cuplu de tineri, Patrick Downes și Jessica Kensky, sunt răniți și duși la spitale separate, unde amândurora trebuie să le fie amputat câte un picior. Steve Woolfenden, un bărbat familist, este, de asemenea, rănit și separat de fiul său, Leo, care este dus de un ofițer într-un loc sigur.
Agentul special FBI responsabil cu acest caz Richard DesLauriers este desemnat să investigheze atentatele în colaborare cu comisarul de poliție din Boston Ed Davis, în timp ce Tommy caută dovezi și ajută oamenii care au fost răniți sau separați de cei dragi în haos, inclusiv Patrick, Jessica, Steven și Leo.
Analiștii FBI analizează imaginile atentatului și îi identifică pe Djohar și Tamerlan ca suspecți, dar DesLauriers este reticent să dezvăluie publicului imaginile fără alte dovezi. Mâna lui este forțată după ce imaginile se scurg către presă, în timp ce oamenii sergentului Jeffrey Pugliese încep să efectueze căutări din ușă în ușă după cei doi.
Frații Țarnaev îl pe ofițerul Departamentului de Poliție al Institutului de Tehnologie din Massachusetts, Sean Collier, într-o încercare eșuată de a-i fura pistolul, și apoi îl răpesc cu mașina acestuia pe studentul Dun „Manny” Meng, spunându-i că au comis atentatul cu bombă de la maraton și că plănuiesc să mai comită unul în New York.
În timp ce Djohar se află în magazinul Shell de la o benzinărie, Meng evadează și se refugiază în benzinăria Mobil de peste drum, unde alertează poliția despre frații Țarnaev după ce aceștia pleacă cu mașina furată. Tommy ajunge la fața locului, află de planul fraților și află numărul de urmărire GPS al mașinii furate, ceea ce face ca poliția să ajungă pe urmele fraților care declanșează o confruntare armată.
Mai mulți ofițeri sunt răniți în luptă, în care frații folosesc atât arme de foc, cât și bombe. În timp ce Tamerlan trage, Pugliese îl împușcă în gleznă, împiedicându-i capacitatea de a aduna mai mulți explozivi. Tamerlan îi ordonă lui Djohar să fugă la New York pentru a continua planul în timp ce el trage ultimele gloanțe. În timp ce Tamerlan este prins de poliție, Djohar dă peste fratele său când fuge cu mașina, ucigându-l și scapă în haos.
Între timp, soția lui Tamerlan, Katherine Russell, și prietenii din facultate ai lui Djohar de la UMass Dartmouth (Dias Kadyrbayev, Azamat Tazhayakov și Robel Phillipos) sunt reținuți de o echipă FBI de salvare a ostaticilor și interogați. Katherine declară că nu știe nimic de activitățile ilegale ale soțului ei, citând sfidătoare Coranul, în timp ce colegii de cameră ai lui Djohar par să nu fi luat în seamă planurile sale, în ciuda faptului că au găsit mai devreme componente ale bombei printre lucrurile acestuia.
Mai târziu, în Watertown, locualnicul David Henneberry își dă seama că Djohar se ascunde în barca sa acoperită din curtea din spate și îi sună pe Tommy și pe superintendentul William Evans. Djohar este repede înconjurat și arestat de FBI HRT după o scurtă confruntare. Mulțimile aplaudă poliția pe străzile din cartierele din jur, în timp ce Tommy și colegii săi sărbătoresc. Poliția din Boston este invitată să participe la un meci de baseball al celor de la Boston Red Sox, unde David Ortiz le mulțumește pentru eroismul lor și le spune să „rămână puternici”.
Epilogul arată că Djohar a fost condamnat la moarte prin injecție letală și își așteaptă apelul într-o închisoare federală; cei trei prieteni ai săi de facultate au fost arestați pentru obstrucționarea anchetei atentatelor cu bombă, iar autoritățile continuă să caute informații cu privire la posibila implicare a Katherinei în atentate.

## Distribuție
- Mark Wahlberg – sergentul Tommy Saunders[11]
- John Goodman – comisarul de poliție din Boston Ed Davis
- J. K. Simmons – sergent de poliție din Watertown, Jeffrey Pugliese
- Vincent Curatola – primarul Bostonului Thomas Menino
- Michelle Monaghan – Carol Saunders, soția lui Tommy[12][11]
- Kevin Bacon – Richard DesLauriers, agent special al FBI în Boston
- Alex Wolff – Djohar Țarnaev
- Themo Melikidze – Tamerlan Țarnaev
- Michael Beach – Guvernator al statului Massachusetts Deval Patrick
- James Colby – superintendent al poliției din Boston William Evans
- Jimmy O. Yang – Dun Meng, șoferul asiatic deturnat și răpit de frații Țarnaev la 18 aprilie
- Rachel Brosnahan – Jessica Kensky, soția lui Patrick Downes
- Christopher O'Shea – Patrick Downes, soțul Jessicăi Kensky
- Melissa Benoist – Katherine Russell, soția lui Tamerlan Țarnaev
- Khandi Alexander – interogator
- David Ortiz – rolul său
- Jake Picking – Sean Collier, un ofițer MIT ucis de frații Țarnaev la 18 aprilie.

## Producție
Filmările au început la 29 martie 2016, în Quincy și Boston. Cheltuielile de producție s-au ridicat la 45 de milioane $.

## Primire
Publicul chestionat de CinemaScore a acordat filmului nota „A+” pe o scară de la „A+” la „F”.
A avut încasări de 52,2 milioane $.